# مؤيد سليم
مؤيد سليم (1 أبريل 1976 -) لاعب كرة قدم أردني معتزل.

## مسيرته الرياضية
قدم خلال العام 2002 أفضل مستوى له، وشارك مع المنتخب الوطني في بلوغ المباراة النهائية لبطولة غرب آسيا، ثم بلوغ الدور نصف النهائي في بطولة كأس العرب، هذا بالإضافة إلى تألقه في صفوف النادي الفيصلي، ليحصل على لقب أفضل لاعب أردني لشهر تشرين الثاني من العام ذاته في التقييم الذي تقيمه شركة «شووت» الراعية لنشاط كرة القدم في الأردن وبعد تجربة الجيش انتقل مؤيد إلى صفوف نادي الأمعري الفلسطيني الذي يلعب في العراق، وشارك معه في اللعب خلال بطولة الأندية العربية أبطال الدوري في تونس، وخلال هذه البطولة لفت مؤيد الأنظار، فحصل على عرض من النادي الفيصلي للعب في صفوفه.
في موسم 1998-1999، توج بلقبي الدوري وكأس الأردن مع النادي الفيصلي، وكان مؤيد أفضل هداف في الفريق برصيد 10 أهداف. وفي موسم 1999–2000، أحرز لقب الدوري مع الفيصلي، وكان أبرز هدافي الفريق برصيد 9 أهداف. أحرز لقب الدوري ولقب كأس الأردن ولقب كأس الكؤوس مع النادي الفيصلي في موسم 2000–2001 وسجل 7 أهداف في الدوري.

## روابط خارجية
- مؤيد سليم على موقع الاتحاد الدولي (مؤرشف)  (الإنجليزية)
- مؤيد سليم على موقع ناشيونال فوتبول تيمز (الإنجليزية)
- مؤيد سليم على موقع كووورة